# Ipil

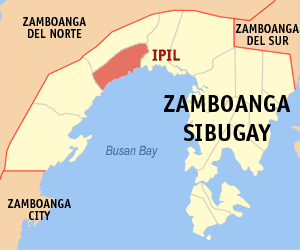
Ipils läge i Zamboanga Sibugay

Ipil är en ort i Filippinerna och ligger på ön Mindanao. Den är administrativ huvudort för provinsen Zamboanga Sibugay i regionen Zamboangahalvön.
Ipil räknas officiellt inte som stad utan är en kommun. Kommunen är indelad i 28 smådistrikt, barangayer, varav 22 är klassificerade som landsbygdsdistrikt och 6 som tätortsdistrikt. Hela kommunen har 52 481 invånare (folkräkning 1 maj 2000) varav 21 448 invånare bor i centralorten.